# دنيس ديمون
دنيس ديمون (بالإنجليزية: Dennis Damon)‏ هو سياسي أمريكي، ولد في 21 ديسمبر 1948 في بار هربور في الولايات المتحدة. حزبياً، نشط في الحزب الديمقراطي. وقد انتخب عضو مجلس ولاية مين.